# Raman Behunoŭ
Raman Iharavič Behunoŭ (in bielorusso Раман Ігаравіч Бегуноў?; Minsk, 22 marzo 1993) è un calciatore bielorusso, difensore della Dinamo Minsk.

## Carriera

### Club
Ha giocato nella massima serie bielorussa.

### Nazionale
Dopo aver giocato nella nazionale bielorussa Under-21, nel 2016 ha esordito anche in nazionale maggiore.

## Statistiche

### Cronologia presenze e reti in nazionale
| Cronologia completa delle presenze e delle reti in nazionale ― Bielorussia | Cronologia completa delle presenze e delle reti in nazionale ― Bielorussia | Cronologia completa delle presenze e delle reti in nazionale ― Bielorussia | Cronologia completa delle presenze e delle reti in nazionale ― Bielorussia | Cronologia completa delle presenze e delle reti in nazionale ― Bielorussia | Cronologia completa delle presenze e delle reti in nazionale ― Bielorussia | Cronologia completa delle presenze e delle reti in nazionale ― Bielorussia | Cronologia completa delle presenze e delle reti in nazionale ― Bielorussia |
| Data                                                                       | Città                                                                      | In casa                                                                    | Risultato                                                                  | Ospiti                                                                     | Competizione                                                               | Reti                                                                       | Note                                                                       |
| -------------------------------------------------------------------------- | -------------------------------------------------------------------------- | -------------------------------------------------------------------------- | -------------------------------------------------------------------------- | -------------------------------------------------------------------------- | -------------------------------------------------------------------------- | -------------------------------------------------------------------------- | -------------------------------------------------------------------------- |
| 29-3-2016                                                                  | Podgorica                                                                  | Montenegro                                                                 | 0 – 0                                                                      | Bielorussia                                                                | Amichevole                                                                 | -                                                                          | 75’                                                                        |
| 2-9-2021                                                                   | Ostrava                                                                    | Rep. Ceca                                                                  | 1 – 0                                                                      | Bielorussia                                                                | Qual. Mondiali 2022                                                        | -                                                                          |                                                                            |
| 5-9-2021                                                                   | Kazan'                                                                     | Bielorussia                                                                | 2 – 3                                                                      | Galles                                                                     | Qual. Mondiali 2022                                                        | -                                                                          | 78’                                                                        |
| 8-9-2021                                                                   | Kazan'                                                                     | Bielorussia                                                                | 0 – 1                                                                      | Belgio                                                                     | Qual. Mondiali 2022                                                        | -                                                                          | 81’ 82’                                                                    |
| 8-10-2021                                                                  | Tallinn                                                                    | Estonia                                                                    | 2 – 0                                                                      | Bielorussia                                                                | Qual. Mondiali 2022                                                        | -                                                                          | 81’                                                                        |
| 11-10-2021                                                                 | Kazan'                                                                     | Bielorussia                                                                | 0 – 2                                                                      | Rep. Ceca                                                                  | Qual. Mondiali 2022                                                        | -                                                                          |                                                                            |
| 26-3-2022                                                                  | Madinat 'Isa                                                               | India                                                                      | 0 – 3                                                                      | Bielorussia                                                                | Amichevole                                                                 | -                                                                          | 72’                                                                        |
| 3-6-2022                                                                   | Novi Sad                                                                   | Bielorussia                                                                | 0 – 1                                                                      | Slovacchia                                                                 | UEFA Nations League 2022-2023 - 1º turno                                   | -                                                                          | 25’                                                                        |
| 10-6-2022                                                                  | Novi Sad                                                                   | Bielorussia                                                                | 1 – 1                                                                      | Kazakistan                                                                 | UEFA Nations League 2022-2023 - 1º turno                                   | -                                                                          | 75’                                                                        |
| Totale                                                                     |                                                                            | Presenze                                                                   | 9                                                                          |                                                                            | Reti                                                                       | 0                                                                          |                                                                            |

## Palmarès

### Club

#### Competizioni nazionali
- Campionato bielorusso: 3

Šachcër Salihorsk: 2020, 2021
Dinamo Minsk: 2024
- Supercoppa di Bielorussia: 2

Šachcër Salihorsk: 2021
Dinamo Minsk: 2025